# 马努特·波尔
马努特·波尔（英語：Manute Bol，1962年10月16日—2010年6月19日）为南蘇丹裔丁卡族，美国NBA联盟的前职业篮球运动员，他在1985年的NBA选秀中第2轮第31顺位被华盛顿子弹选中。
波爾以7呎7吋（約231公分）的登錄身高和格奧爾基·穆瑞森並列NBA史上最高的球員，兩人曾在1994年一同效力於華盛頓子彈(現在的華盛頓巫師前身)。波爾在NBA打了十個球季，先後效力過華盛頓子彈、金州勇士、費城76人、邁阿密熱火等隊。
新秀賽季（1985-86）備受重用，80場出賽中先發60場，場均上場26.1分鐘。生涯前八個球季在華盛頓子彈（1985~1988）、金州勇士（1988~1990）、費城七六人（1990~1993）都作為主力輪替球員登場，能吃下18分鐘左右的上場時間。1993-94賽季短暫效力邁阿密熱火，輾轉巡迴了前東家的子彈和七六人、最後在1994-95賽季回到金州勇士打了5場比賽後退休。
以生涯成績來看，波爾並不是一名先發球員，更長時間是待在板凳上。但波爾仍然以恐怖的阻攻效率聞名，其生涯最亮眼的表現出現在新秀賽季，場均26.1分鐘的上場時間能夠拿下3.7分、6籃板和5阻攻。生涯有8個賽季場均阻攻超過2次、生涯場均能在18.7分鐘內送出3.3次阻攻。
生涯主要榮譽有1986年、1989年兩屆阻攻王和1986年年度防守第二隊。
另外，因為教練的方針和自身難以被封阻的高度，波爾在80年代後半有不少三分出手。雖然命中率不佳、但仍可以說是現代籃球內線球員「大後鋒」打法的先驅者之一。在1994年回歸華盛頓子彈時，曾經參與對另一名7呎7吋巨人格奥尔基·穆雷桑的指導。
結束職業生涯之後，一直致力於非洲地區的社會公益事業，特別是在家鄉蘇丹，後因腎疾病逝於2010年，享年47歲。他的兒子是現役NBA球員波爾·波爾。